# Amanda Papadimos
| 254422 Henrykent | 9 novembre 2004 |
| 262536 Nowikow   | 26 ottobre 2006 |
| 263251 Pandabear | 6 gennaio 2008  |

Amanda Papadimos (...) è un'astronoma amatoriale canadese.
Il Minor Planet Center le accredita le scoperte di quattro asteroidi, effettuate tra il 2004 e il 2008, tutte in collaborazione con Paul Arnold Wiegert.